# Cop de Gudí

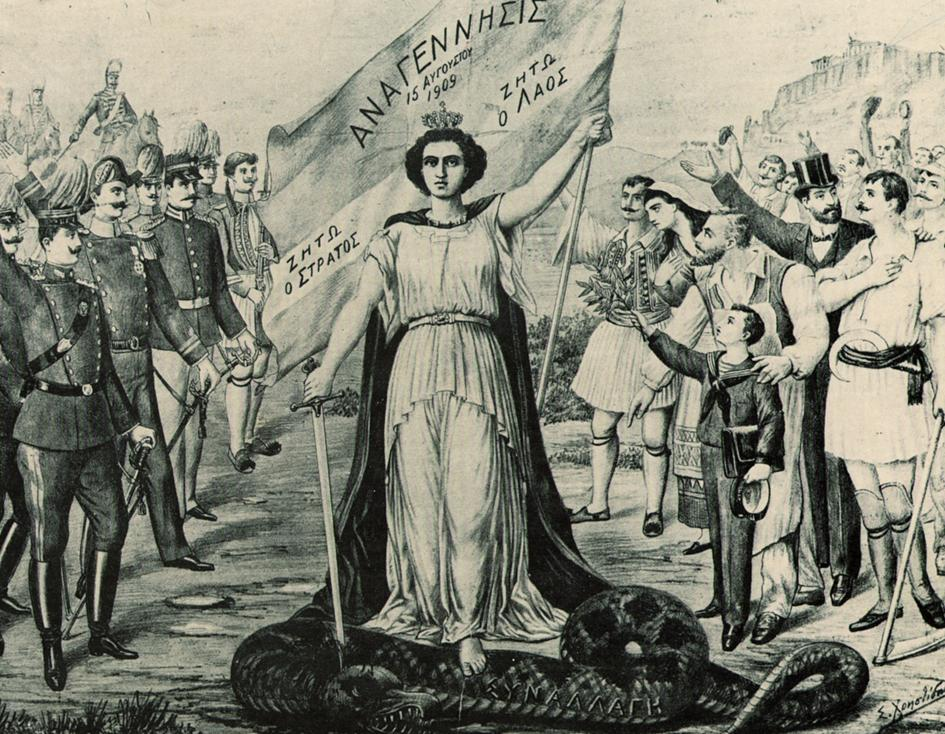
Litografia per a la celebració del cop de Gudí.

El Cop de Gudí va ser un pronunciament militar portat a terme per la Lliga Militar grega el 28 d'agost de 1909 per forçar el govern a aplicar unes certes mesures de reforç de les forces armades. Després del cop va començar un període de control indirecte de la política grega per part dels militars de la Lliga, que van coaccionar als successius governs per aprovar les mesures del seu programa davant l'amenaça d'un nou cop d'Estat i l'establiment d'un govern militar. El període de control militar iniciat amb el cop d'Estat va acabar el 1910 amb la formació d'una Assemblea Constituent per revisar parcialment la constitució i l'arribada a la política grega d'Elevthérios Venizelos, que va marcar la mateixa fins a la seva mort a mitjans dels anys 1930.

## Antecedents
La derrota grega a la guerra contra l'Imperi Otomà de 1897 i la sensació de crisi i falta de reformes va portar alguns oficials a agrupar-se cap a finals de 1908 per forçar un canvi en les polítiques governamentals, a les quals part de la societat civil, també considerant la situació com de depressió, s'oposava.
El 3 de març de 1909 es van produir manifestacions exigint canvis en la política del govern i la intromissió del rei Jordi I de Grècia en l'acció de govern, al que aquest s'oposava considerant-lo antidemòcrata. La segona d'aquestes manifestacions es va tornar violenta i hi va haver diversos ferits als voltants del parlament, principalment de les forces de l'ordre. El mateix mes els comerciants de la capital van mostrar el seu descontentament per la rigidesa del control duaner, sumant-se a la inquietud creixent.
Els intents del govern de controlar el malestar i dissoldre les associacions il·legals d'oficials van fracassar. El govern, sense majoria al parlament, es va negar a negociar amb la Lliga.

## El cop
El matí del 28 d'agost de 1909 els oficials de les guarnicions de la capital van ordenar la concentració de les tropes al pujol de Gudí, a uns 3 km. al sud-est d'Atenes. Les tropes, que van crear un cordó que impedia l'accés al pujol, van col·locar 12 peces d'artilleria de muntanya a la zona. En total, es calcula que es van reunir 446 oficials i 2.546 sotsoficials, soldats i marins, juntament amb 135 civils i 67 gendarmes. La Lliga va amenaçar al govern en marxar sobre la capital a migdia si no acceptava les seves exigències de reforma.
Els intents de sufocar la revolta o aconseguir el suport de tropes lleials al govern van ser en va. El primer ministre, Dimítrios Ral·lis, es va trobar sense força armada per a oposar-se a la Lliga. Davant la falta d'alternatives, va presentar la seva dimissió al rei, que la va rebutjar.
Ral·lis va enviar delegats als rebels, però es va negar a acceptar les seves exigències completament. El rei, arribat des de Tatoi, va acabar acceptant la renúncia de Ral·lis i va cridar a Kiriakulis Mavromichalis, l'única alternativa per formar govern. Davant el canvi de govern els rebels van accedir a ajornar la seva marxa contra la capital.
Mavromichalis va sol·licitar als alçats les condicions perquè deposessin les armes i a les 9 de la nit les va acceptar. Els rebels exigien:
+L'acceptació de les reformes demandades anteriorment.
- La seguretat que les corts no serien dissoltes.
- L'amnistia per als participants en el cop i els oficials anteriorment condemnats per insubordinació.
- La jubilació dels oficials que havien tractat de resistir-se al pronunciament.

La Lliga va lliurar a Mavromichalis una llista de candidats acceptables per als ministeris de Guerra i Marina i a les 6 a.m. del 29 d'agost de 1909, satisfeta amb els canvis aconseguits, va ordenar el retorn de les tropes a les casernes.

## Conseqüències
Les demandes de la Lliga, de caràcter reformista i parcialment ja expressades al pla de reforma d'Alexandros Zaimis de 1898,es devien a la incapacitat del sistema parlamentari per aprovar-les, per si mateix, que havia quedat patent fins aleshores. Els militars de la Lliga es van proclamar portaveus de la població i de les forces armades i, davant d'un govern impopular i incapaç d'aplicar les reformes exigides, va forçar el canvi de govern.
Les exigències de la Lliga eren generals, expressades en llenguatge moralitzant i idealista, i només eren detallades en assumptes militars. El to general era, tanmateix, xovinista, el que va alarmar als països veïns, especialment a l'Imperi Otomà.
La reacció internacional a la pronúncia va ser negativa. Els britànics van enviar vaixells de guerra per assegurar la posició del rei. Els alemanys, més moderats que els britànics, tampoc van aprovar l'acció dels militars, i van aconsellar al rei l'abdicació si la situació es tornava insuportable. La premsa europea va ser en general hostil al cop.
Al país la Lliga va reforçar aviat el seu control sobre les guarnicions provincials, desterrant a llocs insignificants als oficials sospitosos d'hostilitat.
L'opinió pública, desitjosa de reformes però incapaç de reflectir aquest desig al parlament escollit, va celebrar l'acció dels militars.
La pronúncia va iniciar un període de control indirecte de la Lliga dels successius governs grecs que va durar fins a la seva dissolució el 1910 per consell d'Elevthérios Venizelos, convocat des de Creta per la Lliga per assessorar-la. La seva principal conseqüència va ser l'aprovació de reformes de les forces armades que les van preparar per a les guerres de 1912-1913 i el canvi radical de la política grega per l'arribada de Venizelos, que aviat va arraconar als partits que havien dominat el període posterior el 1897.

## Valoració
El cop d'Estat de 1909 ha rebut tradicionalment el beneplàcit de la historiografia grega. Per als conservadors la intervenció de la Lliga va suposar el començament de la preparació militar que van portar les victòries i l'expansió territorial durant les Guerres Balcàniques. Per als liberals, l'arribada de Venizelos de la mà de la Lliga és l'esdeveniment principal, amb els canvis socials i econòmics que va comportar. El cop sovint es denomina «revolució», per fer insistència en el suposat gran canvi que va existir.